# 三步两爿桥
三步两爿桥，位于中华人民共和国浙江省嘉兴市南湖区凤桥镇，是浙江省省级文物保护单位之一。
2017年1月19日，三步两爿桥被列入第七批浙江省文物保护单位，该文物保护单位是一座古建筑。